# Julie Blackmon
Pour les articles homonymes, voir Blackmon.
Julie Blackmon (née en 1966 à Springfield, Missouri) est une photographe qui vit et travaille dans le Missouri. Ses photographies s'inspirent de sa famille nombreuse, de son rôle actuel de mère et de photographe et de l'intemporalité de la dynamique familiale. En tant qu'aînée de neuf enfants et mère de trois enfants, Blackmon utilise les membres de sa propre famille et son foyer afin d' "aller au-delà du documentaire pour explorer les éléments fantastiques de notre vie quotidienne". 
Julie Blackmon vise à re-contextualiser les motifs classiques de l'histoire de l'art en les fusionnant avec son expérience personnelle. Influencée par les maîtres de la Renaissance néerlandaise, plus particulièrement par l'œuvre de Jan Steen, Blackmon insuffle à son travail un sens typiquement néerlandais de la lumière, de la palette et de l'utilisation de l'iconographie. Également influencée par le peintre moderniste Balthus, Julie Blackmon crée des scènes mouvementées dans lesquelles le temps s'arrête, laissant le spectateur anticiper ce qui pourrait se passer dans l'instant suivant.

## Études et œuvre
Blackmon étudie l'art à la Missouri State University, où elle s'intéresse au travail de photographes telles Sally Mann et Diane Arbus.
S'inspirant largement de ses expériences personnelles et de ses relations, Blackmon ajoute un élément d'humour et de fantaisie pour créer des œuvres qui touchent à la fois au quotidien et au fictif. 
Mind Games, la première grande œuvre de Blackmon, explore l'enfance à travers une série d'images en noir et blanc. En 2004, la série lui vaut une mention honorable au Project Competition  organisé par le Santa Fe Center for Photography et un prix de mérite de la Society of Contemporary Photography à Kansas City.
À la suite de Mind Games, Julie Blackmon passe à la couleur et créé Domestic Vacations. , Ses photographies de vie de famille apparaissent à la fois désordonnées et ludiques. Julie Blackmon dit s'inspirer pour cette série des tableaux des peintres hollandais et flamands du XVIIe siècle, notamment les scènes familiales chaotiques de Jan Steen . Des environnements sur mesure et des accessoires soigneusement placés sont souvent une caractéristique de son travail.
Homegrown reprend là où Domestic Vacations s'arrête. Suivant la même formule, Homegrown démontre une plus grande maîtrise technique en ce qui concerne la composition et la structure. Là où la  Domestic Vacations se déroulait principalement dans les limites de la maison, Homegrown se tourne vers l'extérieur. Le marché, le salon de beauté et les champs derrière la maison nous sont également familiers et façonnent notre enfance tout autant que nos maisons. Ces lieux deviennent la toile de fond de scènes décousues ; dans Picnic, trois bébés sont assis dans un landau surplombant l'aménagement pour un pique-nique tandis que non loin des hommes tirent sur des oiseaux avec des fusils de chasse.[réf. nécessaire]

## Expositions et collections permanentes
Le travail de Julie Blackmon est présenté dans de nombreuses expositions et se trouve dans les collections permanentes de la George Eastman House, Rochester, NY ; le Musée d'art contemporain Kemper, Kansas City, MO; le Musée des beaux-arts, Houston, Texas ; et le Photographic Center Northwest, Seattle, WA.

## Publications
Les photographies de Blackmon sont publiées dans Time, The New Yorker et Oxford American . En 2008, une monographie du travail de Blackmon est publiée sous le titre Domestic Vacations. En 2014 paraît une deuxième monographie, Homegrown. En 2015, Homegrown remporte le National Silver aux Independent Publisher Book Awards,
.